# Ivirgarzama

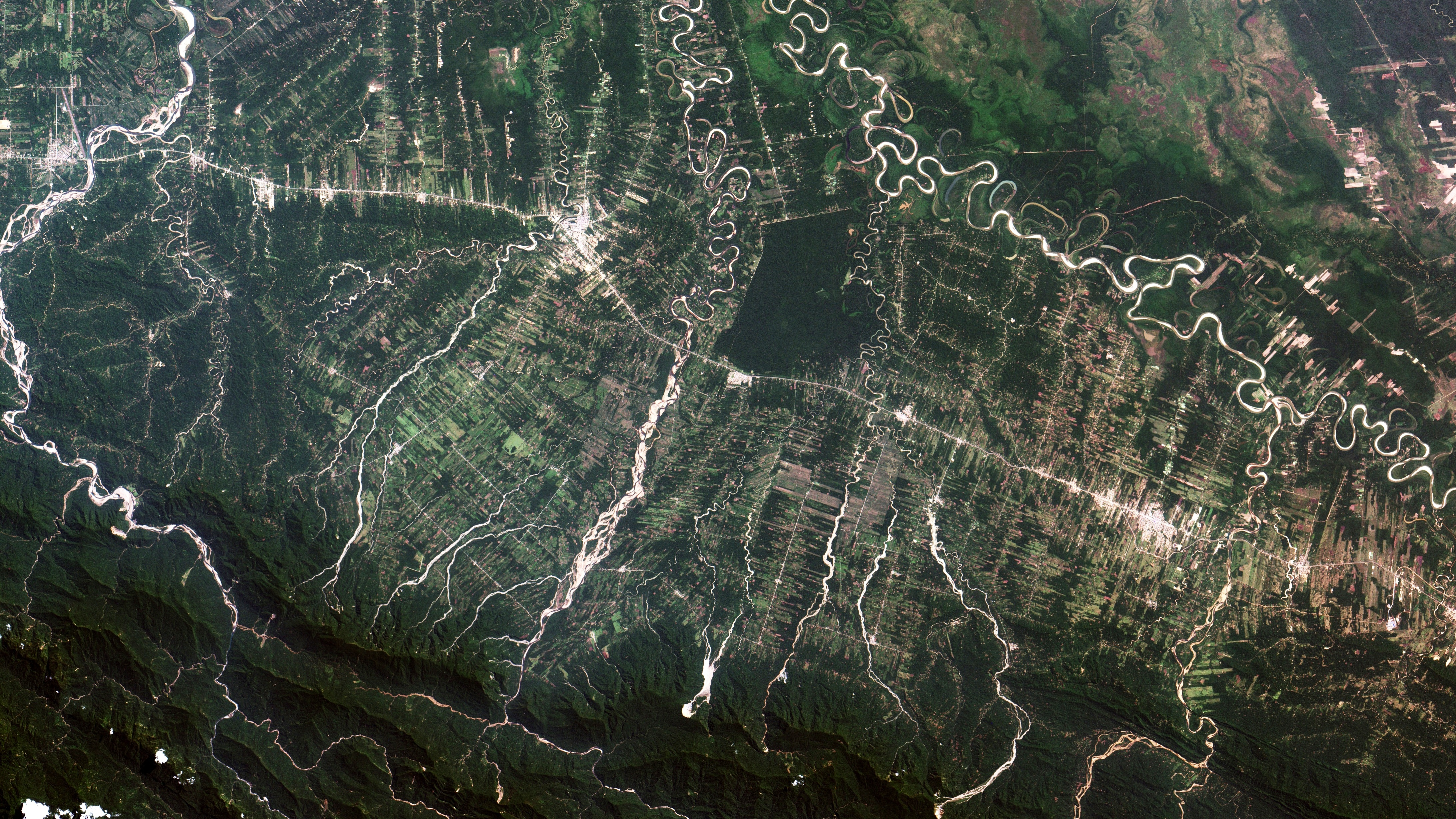
Su área urbana aparece en blanco, arriba a la derecha, en verde oscuro, bosque. Los lugares en medio del bosque son plantaciones legales de coca.

Ivirgarzama es una localidad de Bolivia, y el centro urbano más grande del municipio de Puerto Villarroel y de la región del Trópico en el departamento de Cochabamba. Se encuentra a una distancia de 224 km al noreste de la ciudad de Cochabamba, la capital departamental. 
En sus alrededores se practica agricultura en la cuadrícula de parcelas en verde claro y marrón, en donde se produce para la exportación banano, palmito, cítricos, piña, arroz, yuca y maíz. Ganadería para consumo local y reforestación para explotación maderera.

## Demografía
| Año  | Habitantes | Fuente     |
| ---- | ---------- | ---------- |
| 1992 | 23.250     | Censo 1992 |
| 2001 | 26.366     | Censo 2001 |
| 2012 | 28.255     | Censo 2012 |

## Transporte
Ivirgarzama se encuentra a 224 kilómetros por carretera al noreste de Cochabamba, la capital departamental.
La carretera troncal Ruta 4 de 1.657 kilómetros atraviesa Cochabamba, desde Tambo Quemado en la frontera con Chile en el oeste del país hasta Puerto Suárez, en la frontera con Brasil. Desde Cochabamba se puede llegar a Ivirgarzama pasando por Villa Tunari y Chimoré, luego la carretera continúa hacia Warnes y Santa Cruz de la Sierra. En Ivirgarzama, la ruta troncal asfaltada Ruta 15, de sólo 27 km de longitud, se bifurca en dirección noreste hasta Puerto Villarroel.
El gobierno boliviano tiene planes para una línea férrea de 102 km de largo entre los sitios de producción de Ivirgarzama y Yapacaní, en el departamento de Santa Cruz.